# Saud Shakeel
Saud Shakeel (* 5. September 1995 in Karachi, Pakistan) ist ein pakistanischer Cricketspieler, der seit 2021 für die pakistanische Nationalmannschaft spielt.

## Aktive Karriere
Shakeel gab sein Debüt in der Nationalmannschaft in der ODI-Serie in England im Juli 2021. Dabei erzielte er in seinem zweiten Spiel ein Fifty über 56 Runs. Im Dezember 2022 folgte dann sein Debüt im Test-Cricket gegen England, als er in der Serie drei Fifties (76, 63, 94 und 53 Runs) erreichen konnte. Daraufhin folgte eine Test-Serie gegen Neuseeland bei dem ihm ein Fifty (55* Runs) und ein Century über 125* Runs aus 341 Bällen. Im Sommer 2023 reiste er mit dem Team nach Sri Lanka, wo ihm im ersten Test ein Double-Century über 208* Runs aus 361 Bällen gelang, wofür er als Spieler des Spiels ausgezeichnet wurde. Im zweiten Test konnte er dann ein weiteres Fifty (57 Runs) hinzufügen. Er war dann Teil der Mannschaft beim Asia Cup 2023 und wurde für den Cricket World Cup 2023 nominiert.